# Балашевић
Балашевић је српскохрватско презиме, патроним настао од мушког имена Балаш (мађ. Balázs). Значајни људи са овим презименом су:
- Ђорђе Балашевић (1953–2021), српски кантаутор